# When Conscience Sleeps
When Conscience Sleeps è un cortometraggio muto del 1915 diretto da Edward C. Taylor.

## Produzione
Il film fu prodotto dalla Edison Company.

## Distribuzione
Distribuito dalla General Film Company, il film - un cortometraggio in una bobina - uscì nelle sale cinematografiche USA il 25 settembre 1915.